# (11507) Danpascu
(11507) Danpascu est un astéroïde de la ceinture principale.

## Description
(11507) Danpascu est un astéroïde de la ceinture principale. Il fut découvert le 20 juillet 1990 à l'observatoire Palomar par Eleanor Francis Helin. Il présente une orbite caractérisée par un demi-grand axe de 2,66 UA, une excentricité de 0,30 et une inclinaison de 12,1° par rapport à l'écliptique.

## Compléments